# Corynebacterium diphtheriae
Corynebacterium diphtheriae is een aerobe, grampositieve, staafvormige bacterie die verantwoordelijk is voor de bacteriële infectie difterie. De bacterie, die pathogeen is voor de mens, produceert gifstoffen, die vervoerd worden door het bloed. Deze gifstoffen brengen schade toe aan het weefsel in het geïnfecteerde deel van het lichaam.
De bacterie komt van nature voor in de keel, en bij mensen met antistoffen ook op de huid. Meestal zal deze geen ziekte veroorzaken. Alleen stammen die met een bepaalde bacteriofaag zijn geïnfecteerd, produceren toxines en zijn pathogeen voor de mens. Binnen de soort wordt een drietal typen onderscheiden: Corynebacterium diphtheriae gravis, intermedius en mitis.

## Voorkomen
De mens is de enige gastheer van C. diphtheriae. Door vaccinatie is dragerschap met C. diphtheriae in grote delen van de wereld zeldzaam geworden. De ziekte is nu alleen nog endemisch in bepaalde gebieden in Afrika, Azië en Zuid-Amerika met een lage vaccinatiegraad. In de jaren negentig van de twintigste eeuw heeft een verheffing plaatsgevonden van difterie in landen van de voormalige Sovjet-Unie, maar de situatie is nu weer grotendeels onder controle.
De bacterie wordt doorgegeven via speekseldruppels of huidcontact (via microscopisch kleine wondjes).

## Behandeling
Er bestaat een vaccin dat tegen de toxines van deze bacterie gericht is. Deze wordt meestal in één dosis samen gegeven met vaccins tegen tetanus en kinkhoest. Om de tien jaar moet er een boostervaccin gezet worden om voldoende antistoffen te hebben.